# هندسه مولکولی الاکلنگی

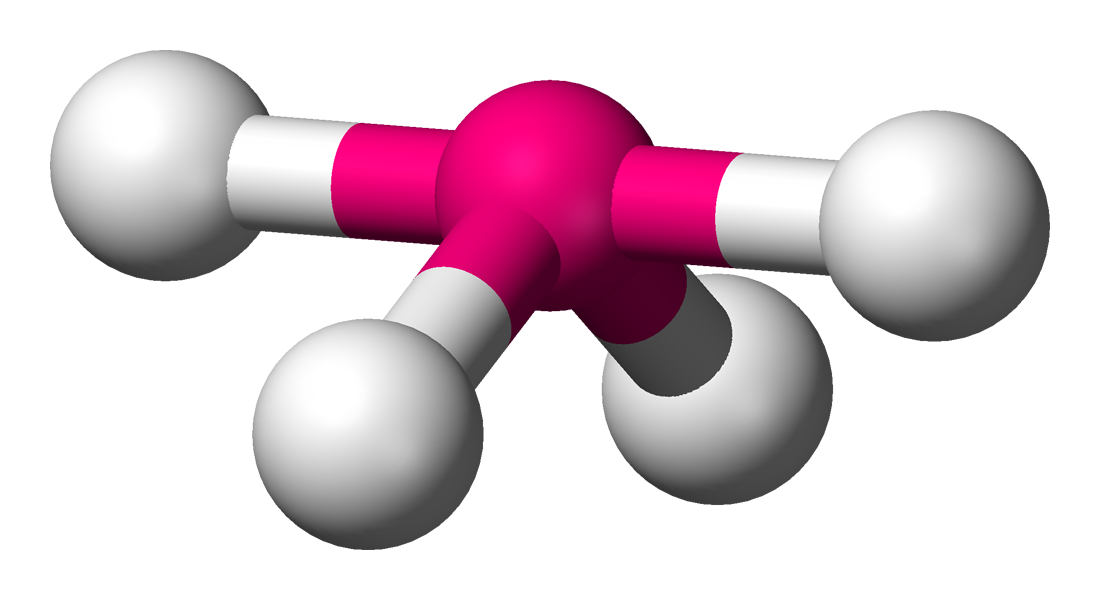
هندسه مولکولی الاکلنگی

هندسهٔ مولکولی الاکلنگی نوعی هندسه مولکولی است که در آن چهار پیوند به یک اتم مرکزی به صورت تقارن C2v برقرار است. دلیل این نامگذاری شباهت این هندسه به الاکلنگ است. معمولاً چهار پیوند به یک اتم مرکزی منجر به هندسه مولکولی چهاروجهی و گاهی هندسهٔ مربعی صفحه‌ای می‌شود. هندسهٔ الاکلنگی چندان معمول نیست.
این هندسه معمولاً زمانی روی می‌دهد که یک اتم مرکزی با چهار اتم دیگر پیوند دارد و یک جفت الکترون غیرپیوندی باقی می‌ماند (AX4E) اگر اتم به ۵ اتم دیگر پیوند بخورد و جفت الکترون ناپیوندی باقی نماند هندسهٔ دوهرمی لوزی پهلو حاصل می‌شود. معمولاً جفت الکترون ناپیوندی بیشتر از اتم‌ها به الکترون‌های پیرامون نیرو وارد می‌کند.

## نمونه
برای نمونه می توان به موارد زیر اشاره کرد:
- سولفور تترافلورید
- سلنیم تترافلورید
- IF
2O−
2
- IOF3
- ClF+
4
- تترافلوئورید تلوریم
- XeO2F2
- AsF−
4